# Jourdain de Hauteville
Jourdain de Hauteville (en italien : Giordano d'Altavilla ; né c. 1058 — † 18 septembre 1092) est un chevalier normand qui participa à la seconde phase de la conquête de la Sicile musulmane (c. 1075-1091).

## Biographie
Jourdain est le fils aîné de Roger de Hauteville, 1er comte normand de Sicile. L'identité de sa mère n'est pas connue : selon Geoffroi Malaterra, c'était une concubine de son père. Jourdain naît probablement dans le sud de l'Italie dans une période comprise entre 1054 et 1062.
Il s'illustre en Sicile contre les musulmans aux côtés de son père, notamment lors du siège de Trapani en 1077. Les assiégés envoyaient paître leurs troupeaux sur un promontoire qui s'étendait aux pieds des murailles. Une nuit, Jourdain, avec quelques compagnons, traversa le bras de mer qui séparait le rivage du promontoire et réussit à s'emparer de tout le bétail. Le manque de vivres ne tarda pas à se faire sentir et la ville dut capituler. Jourdain participe également à la prise de Taormine (1079) et de Syracuse (1086). Il est également présent lors de la capture du dernier bastion musulman, Noto (1091), qui marque la fin de la conquête normande de l'île. Déjà comte de Syracuse, il deviendra seigneur de Noto.
Cependant, en 1075/1076, aux côtés de son beau-frère Hugues de Gercé, il avait subi près de Catane un sérieux revers face aux troupes musulmanes de l'émir Benavert. Attirés dans une embuscade, les deux jeunes chevaliers furent sévèrement battus : Hugues trouva la mort au combat tandis que Jourdain put se sauver de justesse.
Peu après la rébellion d'un vassal de son père, Angelmar (1082), Jourdain se révolte lui aussi en Sicile, soutenu par quelques barons, profitant de l'absence du comte de Sicile, rappelé sur le continent. Il s'empara de Mistretta et de San Marco d'Alunzio, puis marcha sur Troina, espérant mettre la main sur le trésor de son père. Ce dernier revint en toute hâte en Sicile, craignant de voir son fils chercher refuge auprès des musulmans, et étouffa la révolte. Jourdain, croyant obtenir facilement le pardon de son père, décida de cesser les hostilités et vint de lui-même à sa rencontre. Une fois maître de Jourdain et de ses complices, Roger fit crever les yeux aux douze principaux coupables et fit craindre pendant quelques jours à son fils d'avoir à subir un pareil châtiment : finalement, à la demande de son entourage, Roger accorda le pardon à son fils.
En 1089, il se marie avec une sœur d'Adélaïde de Montferrat, la dernière épouse de son père.
Peu après, Jourdain obtient le commandement de la Sicile pendant que son père part à la conquête de Malte (1090).
Encore jeune, il meurt à Syracuse en 1091 ou 1092, victime d'une forte fièvre. Selon Malaterra, « la ville entière fut secouée par de si grandes lamentations, que même les Sarrasins, ennemis de notre race, en pleurèrent… ».
Geoffroi Malaterra raconte que Jourdain fut d'autant plus regretté qu'on le regardait comme le futur héritier parce que le comte Roger de Sicile n'avait pas eu d'autres fils en état de lui succéder (l'un de ses fils était atteint de la lèpre).

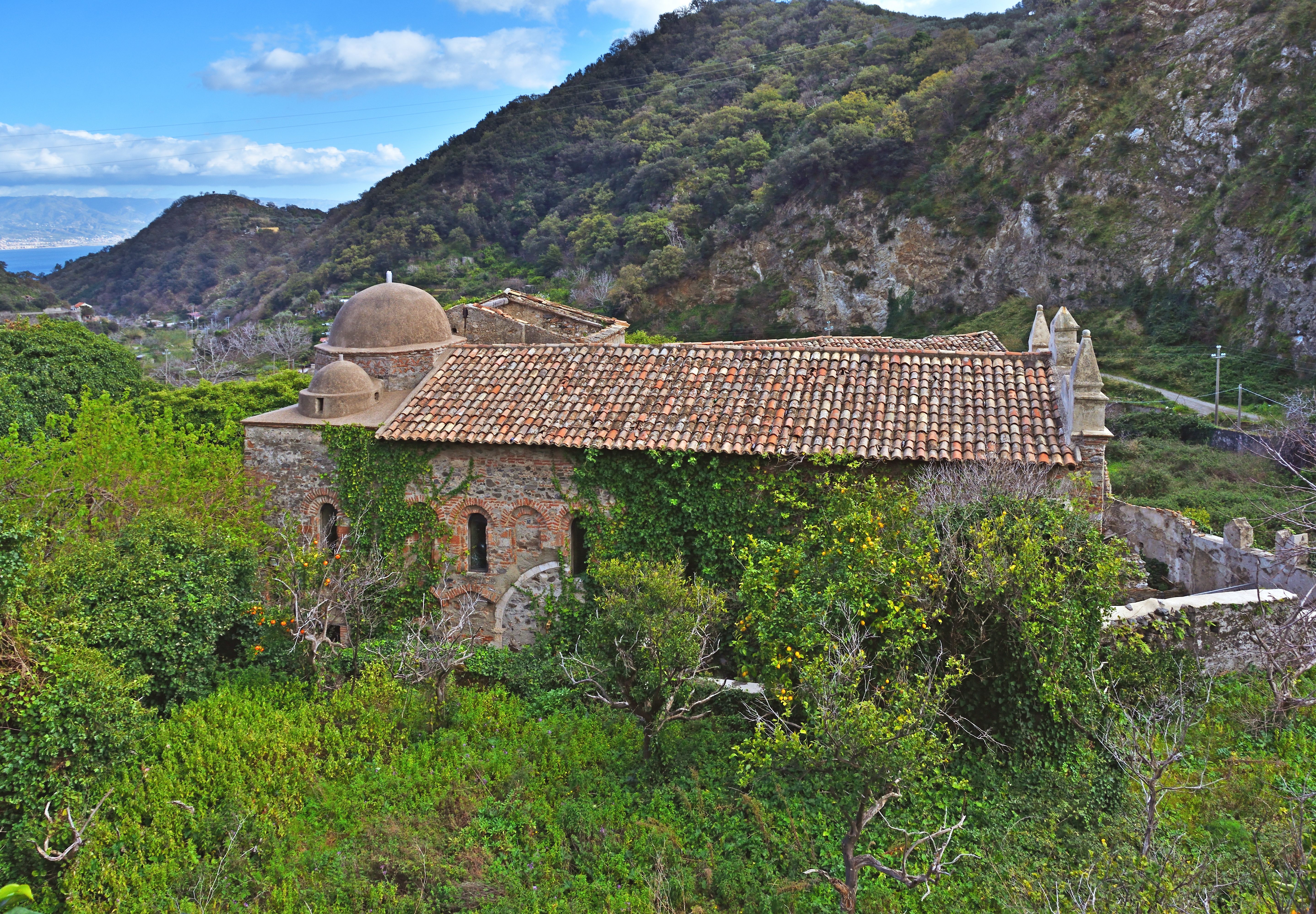
L'église de style arabo-normand Santa Maria di Mili.

Il est enseveli près de Messine et une pierre tombale le mentionnant se trouve toujours dans le village de Mili San Pietro (it) (près de Messine), dans l'Église Santa Maria di Mili, rebâtie par son père peu de temps avant. Une épitaphe fut incrustée sur la pierre du sépulcre :
| Ad templum Sanctæ Mariæ de Mili Jordanus, Rogerii comitis filius, qui, quantus fuit, invictus consilio auctorque domesticæ libertatis, ipsa devicta a Barbaris Sicilia demonstrat, occidit Syracusis, tandem hic tumulatus jacet. Anno D. MXCII. |

Jourdain n'a pas de descendance connue.

### Sources primaires
- Geoffroi Malaterra, De rebus gestis Rogerii Calabriae et Siciliae comitis et Roberti Guiscardi ducis fratris eius, livres III et IV.